# Statira (opera)
Statira è un'opera in tre atti di Saverio Mercadante, su libretto di Domenico Bolognese. La prima rappresentazione ebbe luogo al Teatro San Carlo di Napoli l'8 gennaio 1853.
Gli interpreti della prima rappresentazione furono:
| Personaggio       | Interprete            |
| ----------------- | --------------------- |
| Statira           | Teresa De Giuli-Borsi |
| Olimpia           | Adelaide Borghi-Mamo  |
| Cassandro         | Raffaele Mirate       |
| Antigono          | Gaetano Ferri         |
| Il gran sacerdote | Marco Arati           |

## Trama
L'azione è in Efeso.

## Struttura musicale
- Sinfonia

### Atto I
- N. 1 - Introduzione e Cavatina di Cassandro Udite, accorrete, fra lieti concenti - A te leggiadra Olimpia (Coro, Cassandro)
- N. 2 - Duetto fra Cassandro ed Antigone Era un giorno d'orrore, di sangue
- N. 3 - Cavatina di Statira Ah sempre nel pianto, mia figlia adorata
- N. 4 - Duetto fra Statira e Olimpia Siccome fior che languido

### Atto II
- N. 5 - Aria di Antigono Cede, Olimpia, al tuo bel viso (Antigono, Coro)
- N. 6 - Finale II Scendi, o Diva, e tempra ormai (Coro, Sacerdote, Statira, Cassandro, Antigono, Olimpia)

### Atto III
- N. 7 - Aria di Olimpia Oh lieti giorni e placidi (Olimpia, Coro, Sacerdote)
- N. 8 - Finale III Senza gloria il cor è spento - Deh! mi rendi il tuo perdono - Sovente rammento quegli anni primieri - O bell'ama, affretta affretta - A questo petto stringiti (Cassandro, Statira, Antigono, Coro, Sacerdote, Olimpia)